# L'Espoli, versions de mig cos
Actualment, es coneixen quatre Versions de mig cos de l'Espoli, obra d'El Greco, i/o del seu obrador, amb la probable col·laboració de Jorge Manuel Theotocópuli. Al seu catàleg raonat d'obres d'aquest pintor, Harold Wethey les menciona respectivament amb els números X-92, X-93, X-94 i X-95.

## Temàtica de la obra
Segons José Camón Aznar, El Greco potser hauria realitzat una segona versió de L'espoli de la Catedral de Toledo, reduïda i sense Les Tres Maries, per tal de contrarestar algunes objeccions teològiques. Aquesta hipotètica versió potser seria el model d'on partirien les quatre versions conegudes de mig cos de L'Espoli. Tanmateix no hi ha cap evidència de que el mestre efectivament pintés aquesta segona versió per a la Catedral de Toledo.

## Versió delMuseu de Belles Arts de Lió
Oli sobre llenç; 46 x 58 cm.; Començament segle xvii.
L'Espoli, en versió de mig cos, conservada al Museu de Belles Arts de Lió, és una de les quatre versions de mig cos, amb major o menor participació d'El Greco, i/o de del del seu taller, i/o de Jorge Manuel Theotocópuli. Al catàleg raonat d'obres d'El Greco, Harold Wethey li assigna el número X-93.
Aquesta obra de Lió correspon a una versió reduïda (de la part superior) de L'Espoli de Múnic, perquè reprodueix la vista posterior d'un home d'edat avançada, (el segon a la dreta, darrere l'esbirro de la túnica verda) que apareix a aquesta versió, però que no existeix al original de la Catedral de Toledo. El Dr. Soehner creu que aquest llenç va sortir de l'obrador d'El Greco abans de 1586.
Obra autèntica para José Camón Aznar, Mayer i Manuel Bartolomé Cossío. Obra d'escola, segons Harold Wethey

### Procedència
- Comte de Lambertye (venda a París, 15/04/1868)
- Prince T. (venda a París, 13/05/1870)
- Bellet du Poisat, qui llega la pintura al Museu de Lió l'any 1884.

## Versió delMuseu de Belles Arts de Budapest
Oli sobre llenç; 129 x 160 cm.; començament segle XVII; Wethey-X-95.
A diferència de la versió de Lió, a aquest quadre i als quadres següents, no apareix l'home d'edat avançada (el segon a la dreta).
El catàleg del Museu el considera autèntic, si bé modernament hom l'atribueix a un hipotètic "Mestre de Budapest". El nombre de figures s'ha reduït a vuit, hi ha menys alabardes, i l'escena és diürna, perquè no hi ha cap personatge amb una torxa.

### Procedència
- Theodore Duret, París (1908)
- Baró Thomitz
- von Nemes, Budapest (venda l'any 1913)
- Baró André Herzog, Budapest
- Museu de Belles Arts de Budapest[5]

## Versió delMuseu i Galeria Nacional de Cardiff
Oli sobre llenç; 130 x 163 cm.; començament segle XVII; Wethey X-92.
Obra autèntica, segons Manuel Bartolomé Cossío, August L. Mayer i José Camón Aznar. Obra de taller, segons Harold Wethey.
Aquesta pintura mostra el moment dramàtic quan els soldats espolien les vestimentes de Crist, just abans de la Crucifixió. Excepcionalment entre les variants de l'Espoli, aquesta és una escena nocturna, il·luminada per una torxa, amb una llum divina descendint del Cel a través d'una obertura triangular en els núvols. A la part central superior, un soldat porta una torxa, i el soldat de l'esquerra en porta una altra a la mà, la qual cosa indica una escena nocturna.
Harold E. Wethey considera aquesta versió d'una qualitat superior a L'Espoli, versió de mig cos de Lió, tot i que no arriba a la qualitat de les millors versions de cos sencer. Les tres figures principals es van copiar acuradament de L'Espoli de la Catedral de Toledo, però la resta va ser realitzada de forma més matussera.

### Procedència
- J.Buck, Jerez de la Frontera, abans de 1902 (venuda a Christie el 15/06/1923)
- Baró H. von Grundherr
- Miss Gwendoline E. Davies; Gregynog Hall; Gal·les; qui la va llegar al Museu:
- Museu i Galeria Nacional de Cardiff[1]

## Versió a la Fundació María Cristina Masaveu Peterson (Madrid)
Oli sobre llenç; 140 x 165 cm.; començament segle XVII; Wethey-X-94
Obra autèntica, segons Manuel Bartolomé Cossío, August L. Mayer i José Camón Aznar. Col·laboració de Francisco Prevoste, segons la Fundació Maria Cristina Masaveu.
Josep Gudiol comenta que aquesta obra va ser abusivament tractada en el segle xix per Vicent López amb repintades que cobrien la totalitat del celatge i gran part de les figures. Com a la versió de Budapest, disminueix el dramàtic amuntegament de personatges al voltant de Crist, l'expressió és més dolça, i el dramatisme tè menys tensió. L'atmosfera està suggerira per una técnica evanescent, rica en estranys contrastos de llums i ombres.
Segons H.E. Wethey, tot i ser una obra de l'escola d'El Greco, és de gran qualitat. El nombre de personatges s'ha reduït a vuit, només veiem dues alabardes. Una neteja i restauració recents han eliminat una estranya aurèola al voltant del cap de Crist, que era d'un tipus que el mestre cretenc mai no havia pintat, uns núvols sobrepintats que enlletgien el fons del quadre, i han demostrat que no es tracta d'una escena nocturna, perquè abans l'alabarda de l'esquerra estaba sobrepintada de forma que semblava una torxa.
En un estudi recent, hom relaciona aquesta pintura amb l'exemplar de Cardiff.

### Procedència
- Tomás de Verí; Marquesat de la Sénia, Marratxí, Mallorca, abans de 1908
- Marquesa vídua de la Sénia; Palma
- Florencio Miliqua (1940)
- Colección Delclaux Aróstegui, Bilbao (entre 1930 i 1963)
- Rafael Romero, Madrid (1963)
- Edmund Peel & Asociados, subasta de 30 Octubre de 1950, lote-11-

Així apareix en la fitxa de l'obra, realitzada per Leticia Ruiz Gómez, i recollida en el Catàleg "Colección Masaveu, Grandes Mestres da Pintura Espanhola. Greco, Zurbarán, Goya, Sorolla (pàgina 52)" amb motiu de l'exposició celebrada al Museu Nacional d'Art Antic de Lisboa entre el 21 de novembre i el 3 d'abril de 2016.